# Национальные чемпионы (фильм)
«Национальные чемпионы» (англ. National Champions) — американский художественный фильм режиссёра Рика Романа Во. Экранизация одноимённой пьесы Адама Мервиса. В главных ролях Стефан Джеймс, Дж. К. Симмонс и Александр Людвиг.
Фильм был выпущен в прокат 10 декабря 2021 года.

## Синопсис
Ключевой игрок университетской футбольной команды начинает забастовку игроков за несколько часов до самой важной игры года, чтобы добиться справедливой оплаты, равенства и уважение к спортсменам, которые рискуют здоровьем ради своих школ.

## В ролях
- Стефан Джеймс — Лемаркус Джеймс
- Дж. К. Симмонс — тренер Джеймс Лазор
- Александр Людвиг — Эммет Сандей
- Лил Рел Хауэри — тренер Данн
- Тим Блейк Нельсон — Роджер
- Джеффри Донован — Майк Титус
- Дэвид Кокнер — Эверли
- Кристин Ченовет — Бейли Лазор
- Тимоти Олифант — Эллиотт.

## Производство
27 апреля 2021 года Стефан Джеймс и Дж. К. Симмонс были утверждены на главные роли в фильме. В мае 2021 года к актёрскому составу присоединились Узо Адуба, Александр Людвиг, Эндрю Бахелор, Дэвид Кокнер, Тим Блейк Нельсон, Тимоти Олифант, Кристин Ченовет, Джеффри Донован и Лил Рел Хауэри. Съёмки начались 17 мая 2021 года в Новом Орлеане и завершились 11 июня. Бюджет фильма составил 9 миллионов долларов. Композитором фильма стал Джонатан Сэнфорд.

## Релиз
Премьера фильма запланирована на 10 декабря 2021 года. 8 марта 2022 года фильм был выпущен на Blu-ray и DVD.

## Критика
На сайте Rotten Tomatoes фильм имеет рейтинг 65 % основанный на 57 отзывах, со средней оценкой 6.1/10. Консенсус критиков гласит: «Фильм хорошо снят и своевременен, даже если он подрывает собственную эффективность пошлыми диалогами и странными поворотами сюжета». На Metacritic средневзвешенная оценка составляет 52 из 100 на основе 15 рецензий. Зрители, опрошенные PostTrak, поставили фильму средний балл 63 %, при этом 45 % сказали, что определенно рекомендовали бы его. Критики в целом похвалили игру Стефана Джеймса и Дж. К. Симмонса, но критиковали сюжет и юмор. Гленн Кенни из The New York Times, пишет, что «фильм ослабляет свое воздействие слабой режиссурой однотипных сцен — люди в гостиничных номерах произносят речи — и отвлекающим мыльным сюжетом». Адам Хатиб из The Chicago Reader написал: «Хотя фильм не идеален, „Национальные чемпионы“ убедительно выражают дискуссию вокруг важного вопроса».